# 1815 au Nouveau-Brunswick
Chronologie du Nouveau-Brunswick
- 1812
- 1813
- 1814
- 1815
- 1816
- 1817
- 1818
- 1819
- 1820

Cette page concerne les événements survenus en 1815 dans la colonie du Nouveau-Brunswick.

## Naissances
- 25 décembre : Jean-Étienne Landry, médecin.
- Thomas Louis Connolly, évêque de Frédéricton.